# Adrian Johnston
Pour les articles homonymes, voir Johnston.
Adrian Johnson est un compositeur de musique de film britannique né en 1961 dans le comté de Cumbria. Il a notamment composé la musique de la série franco-britannique The Tunnel ainsi que son générique, avec la participation de Dominik Moll et Charlotte Gainsbourg.

## Filmographie
- 1996 : Jude de Michael Winterbottom
- 1997 : Bienvenue à Sarajevo de Michael Winterbottom
- 1998 : I Want You de Michael Winterbottom
- 2000 : Adam, Serial Lover de Gerard Stembridge
- 2001 : Me Without You de Sandra Goldbacher
- 2004 : Si seulement... de Gil Junger
- 2005 : Isolation de Billy O'Brien
- 2005 : Kinky Boots de Julian Jarrold
- 2005 : Lassie de Charles Sturridge
- 2005 : The Mighty Celt de Pearse Elliott
- 2007 : Jane de Julian Jarrold
- 2008 : Retour à Brideshead de Julian Jarrold
- 2009 : 1939 de Stephen Poliakoff
- 2009 : The Red Riding Trilogy de Julian Jarrold, James Marsh et Anand Tucker
- 2010- : Accused (série télévisée)
- 2011 : Zen (série télévisée)
- 2011 : Le Naufrage du Laconia de Uwe Janson (téléfilm)
- 2014 : Michael Winterbottom de John Alexander (téléfilm)
- 2016 : Des nouvelles de la planète Mars de Dominik Moll
- 2016 : I Am Not a Serial Killer de Billy O'Brien